# Frank Caliendo
Franklin "Frank" Caliendo, Jr. (Chicago, 19. siječnja 1974.), američki je glumac.

## Vanjske poveznice
- Frank Caliendo u internetskoj bazi filmova IMDb-u (engl.)